# 96.3好FM
96.3好FM 是新加坡新报业媒体有限公司（英语：SPH Media Trust）华文媒体集团旗下的一家电台频道，广播頻率為FM 96.3MHz。于2018年1月8日早上8点正式启播至今，是新加坡第6家以中文开播的调频电台。96.3好FM 是一家音乐资讯电台，主要以华语作为广播媒介语  。空中除了有最精彩的八、九十年代的华语经典金曲，也带给大家不可或缺的即时新闻和评论、消费、保健、娱乐等各种过美好生活所需的信息和精神粮食。现今的台呼为"963好FM，好时光，好歌，好FM"。该台为新报业媒体有限公司旗下的两条中文频道之一，同样属于新报业媒体的姐妹台还有UFM 100.3。

## 历史
2017年3月，新加坡资讯通信媒体发展局宣布发出新的电台执照。「FM 89.3」和「FM 96.3」的经营权都交给新加坡报业控股管理。两个频道预计在2018年开播，其中崭新的华语频道除了提供丰富的新闻和资讯节目，也将播放上世纪八、九十年代的流行歌曲和本地的新谣歌曲，并与其华文媒体集团旗下的报章《联合早报》和《新明日报》进行内容上的合作。

### 年表
- 2017年3月13日，新加坡资讯通信媒体发展局把「FM 89.3」和「FM 96.3」的经营权授予新加坡报业控股，主要的负责团队开始进入筹备工作。

- 2017年11月11日起，「96.3好FM」正式进入了试播的阶段，DJ的名单也陆续揭晓，并于推荐会上首次亮相。

- 2018年1月8日起，「96.3好FM」于早上8点举行启播仪式，「96.3好FM」团队与唱片公司和商家老板一同在报业中心大堂迎接历史性的一刻。

- 2018年5月30日，为新书《当下时光》举办分享会，并与300名听众现场大合唱同名台曲，场面热闹温馨。

- 2019年10月14日，「96.3好FM」推出首部广播剧《最好的我们》，邀请本地的知名编剧巫培双撰写剧本，带领听众找回“最好的我们”。

- 2020年12月7日，「96.3好FM」携手善济医社推出一系列广播节目《天天向好》和《生活如此美好》， 希望和听众带着满满的正能量快乐向前行。

- 2021年4月20日，新加坡报业控股推出新应用程序app《Awedio》让听众可以实时收听电台广播与播客的节目。

- 2021年8月，举办《GIMME TEN！十分好戏》， 借此提高听众对中文及本地故事的兴趣，同时培养新一代的广播剧作家。

- 2021年12月，新加坡报业控股旗下的媒体业务进行转让后，目前已转隶新成立的新报业媒体有限公司。

- 2022年1月，与「UFM100.3」联手支持周星瞿基金慈善的阅读计划《一书一故事》，拍摄朗读故事视频，协助本地的小学筹集华文图书。

- 2022年1月8日，配合四周年的台庆活动，「96.3好FM」为听众呈现一场《光阴似箭》的线上音乐会，与听众一起说说唱唱回顾精彩的旅程。

- 2023年1月8日，为庆祝5周年台庆举办《5动全城》庆生趴，「96.3好FM」在新加坡邻里企业中心以及裕廊东商业城联谊会的鼎力支持下，到裕廊东的 Canopy @ J Link与听众一起庆生。

- 2024年4月8日，「96.3好FM」特别策划《梁文福的600里路》，与梁文福博士的音乐对谈，听他叙述音乐旅程中的点点滴滴，让听众进一步认识这位新加坡音乐才子。

- 2024年8月12日，「96.3好FM」以新的台呼、口号以及全新主持阵容与听众见面。

- 2025年4月7日，「96.3好FM」好时光音乐会系列节目开播了！邀请歌手、创作人来分享！台湾音乐人熊美玲、歌手文章、本地音乐人李伟菘、李思菘、吴庆康、叶良俊、黄宏墨、邓淑娴以及玖键将陆续登场！除了访谈，还穿插温暖的现场“不插电演唱”。

## 简介
「96.3好FM」是新加坡一家华语调频广播电台，以“963好FM，好时光，好歌，好FM”为台呼， 全天24小時播放婉转动听醉人醉心的80、90年代好听金曲。这是华语流行音乐最美妙的年代，锋芒毕露的优秀歌手不胜枚举，也是音乐人才辈出的大时代，创造了很多经典以及传唱度极高的优质歌曲。「96.3好FM」将通过林夕、许常德、李宗盛、王菲、梅艳芳、张清芳、潘美辰、黄莺莺、陈淑桦、苏慧伦、王杰、张信哲和当年的香港四大天王等数不尽的顶尖歌手与创作人的经典好歌，陪着听众群走一趟回忆长廊，唤起当年的美好记忆。
除了精选听众最熟悉最有共鸣的歌曲，「96.3好FM」也会结合各领域专家的知识，为听众编制丰富的生活资讯、乐活保健以及财务规划，让他们活跃的生活添新姿彩。听众可以通过「96.3好FM」在脸书Facebook上的公共主页，同步在线观看主播和邀请来的专家、嘉宾们的视频，并留言让专家来解答他们的疑惑。新报业媒体有限公司华文媒体集团旗下两大报章——《联合早报》和《新明日报》的丰富资源也成为电台最坚实的后盾，为听众编制最丰富和实用的优质新闻报道和进行时事讨论。
团队欲打造能触动听众的电台频道
在「96.3好FM」草创之初，高级节目总监洪菁云研究究竟要针对哪个年龄层的听众族群，做了基本的市场研究和瞭解，并与很多朋友聊过后，发现当年8、90年代听广播的听众流失了不少。洪菁云希望「96.3好FM」能向这群听众伸出触角，并且打造一个知性、温暖又接地气的电台让他们回归广播，让这群经历过80和90年代的音乐时代和文化氛围的中年听众，能在高压的生活中过得更快乐。「96.3好FM」也在开播前力邀本地3著名音乐人陈佳明、编曲林雅慧和创作歌手叶良俊，首次携手合作为其打造台歌《当下时光》。叶良俊还负责演唱感性的台歌版。台歌有两个版本，白天轻松跳动，晚上轻柔感性, 让听众早晚听都很有感觉。

「96.3好FM」也会播放属于新加坡的创作歌曲「新谣」。「新谣」是新加坡人的独有文物资产，在20世纪80年代的新加坡出现了一种风潮，年轻的一代，尤其是校园里的莘莘学子开始以歌曲来抒发自己的心声、梦想与愿望，以及社会的变迁、友情与亲情，「新谣」承载了这一代人的集体回忆。她亦是新加坡华语流行音乐的根基。在本地上世纪80年代到90年代是「新谣」的全盛时期，并孕育了许多的词曲创作与音乐制作人，当中有梁文福、许环良、陈佳明、黄韵仁、李伟菘、李偲菘、柯貴民、小寒，也间接培育了一众优秀的歌手，比如早年的，水草三重唱、姜鄠、潘盈、洪劭轩、黎沸輝、颜黎明到后期的蔡健雅、蔡淳佳、许美静、陈洁仪、孙燕姿、林俊杰、阿杜等人。「96.3好FM」也经常播放上述歌手们演唱的「新谣」歌曲。
新应用Awedio 可收听电台广播与播客节目
为了让听众在何时何地都能透过网络收听到广播节目，新报业媒体有限公司推出了免费的数码音频串流应用程序app《Awedio》，用户可透过该app实时收听电台的节目，也可透过网络播客获取多元内容与资讯，新应用程序除了不间断播放旗下五家电台的广播节目，也提供内容多样化的本土播客（podcast）。五家电台是英语电台「MONEY FM 89.3」、「ONE FM 91.3」、「Kiss92 FM」以及华语电台「96.3好FM」与「UFM 100.3」。有了新应用程序，用户若错过喜爱的电台节目，可透过点播（on demand）方式追听节目播客，让听众从中获得电台最新消息，更希望听众积极参与。

## 特色
- 从早晨到傍晚的时段，提供每小时的华语新闻报道、天气预报和路况消息及各类生活、时事、保健、理财以及娱乐资讯。
- 电台亦会举办《好歌发烧榜》，一般让听众通过投票方式，投选出脍炙人口的80、90年代经典金曲以及华语乐坛的一众优秀歌手及乐团。
- 全天候播出新加坡人耳熟能详的新谣或本地创作，比如许美静的《城里的月光》、颜黎明的《我们这一班》、潘安邦的《故鄉的老酒》, 还有八，九十年代最悦耳动听的华语流行歌曲，当中包括《梦醒时分》、《吻別》、《潇洒走一回》、《大约在冬季》 、《爱如潮水》等歌曲绕梁三日。

## 新闻時段
「96.3好FM」的《整点新闻》时长约5-8分钟左右（依当天的新闻流量而定），一般由当班的广播员播报。在播出新闻之前，主持人会预先提供路况消息以及天气预报。
| 节目名称 | 每周天数        | 新闻时段                   | 备注          |
| -------- | --------------- | -------------------------- | ------------- |
| 整点新闻 | 星期一至五      | 07:00~19:00                | 时长约5-8分钟 |
| 整点新闻 | 星期六至日/假日 | 09:00、12:00、15:00、18:00 | 时长约5-8分钟 |

## 现任电台节目总监
- 洪菁云

## 现任电台副节目总监
- 温国贤

## 現任主持人
| 全职DJ/嘉宾DJ | 全职DJ/嘉宾DJ | 全职DJ/嘉宾DJ |
| ------------- | ------------- | ------------- |
| 陈丽仪        | 余思远        | 程皓皓        |
| 王德明        | 温国贤        | 李佩芬        |
| 洪菁云        | 林安娜        | 邓薪萤        |
| 刘杰奇        | 欧伟毅        |               |

| 周末/兼职DJ | 周末/兼职DJ  | 周末/兼职DJ |
| ----------- | ------------ | ----------- |
| 慧珍        | 宛芬         | 佩敏        |
| 坚立        | 进兴         | 国豪        |
| 丽婷        | 小瑾 Celeste | 黎嘉宜 Joey |
| 李士嘉      | 彭秀梅       |             |

## 现有节目
節目表 (星期一至五)
- 《哇！皓有仪思》 (6AM - 10AM)

(6AM - 7AM) - 陈丽仪、余思远
(7AM - 10AM) - 陈丽仪、程皓皓、余思远
- 《自德其乐》(10AM - 2PM)

(10AM - 12PM) - 王德明
(12PM - 2PM) - 王德明、李佩芬
《明人说安话》(12.30PM - 1.30PM) - 王德明、温国贤、李佩芬
- 《好时光，好歌，好 FM》 (2PM - 4PM)

- 《你好啊，傍晚!》 (4PM - 8PM)

(4PM - 7PM) - 洪菁云、林安娜、邓薪萤
(7PM - 8PM) - 洪菁云
《好歌拌饭》（4.20PM / 7.20PM) - 洪菁云、欧伟毅
- 《奇想世界》 (8PM - 11PM) - 刘杰奇

周末
- 《963 好 FM 周末好歌陪伴着你》 (8AM - 12PM / 2PM - 6PM) - 周末 DJ 轮流主持

- 《好歌音乐盒》共分成两段，周六晚上 8.20PM / 8.40PM 播出 - 李士嘉主持

## 已调职/辭職DJ
- 杨洤斌（已调职同集团旗下《联合早报》）
- 洪伟文
- 李玮玮
- 梁居磊

## 广播剧
- 《最好的我们》
- 《蜕变》
- 《蜕变：贺年篇》
- 《幸福快递》